# Wydział Gospodarki i Administracji Publicznej Uniwersytetu Ekonomicznego w Krakowie
Wydział Gospodarki i Administracji Publicznej Uniwersytetu Ekonomicznego w Krakowie – jeden z pięciu wydziałów w Strukturze Uniwersytetu Ekonomicznego w Krakowie obowiązującej do 30 września 2019 roku. Od 1 października 2019 roku, większość katedr, tworzących ten Wydział, weszła w skład Kolegium Gospodarki i Administracji Publicznej. Jego siedziba znajdowała się przy ul. Rakowickiej 16 w Krakowie. Powstał w 2016 roku.

## Struktura
- Katedra Administracji Publicznej
  - Zakład Zarządzania Organizacjami Publicznymi
  - Zakład Zarządzania Relacjami Organizacji[3]
- Katedra Filozofii
  - Zakład Etyki i Filozofii Społecznej
  - Zakład Filozofii Człowieka[4]
- Katedra Historii Gospodarczej i Społecznej
  - Zakład Dziedzictwa Kulturowego i Studiów Miejskich UNESCO
  - Zakład Historii Gospodarczej[5]
- Katedra Gospodarki Publicznej
- Katedra Gospodarki Regionalnej
- Katedra Prawa Publicznego
- Katedra Socjologii[1]

## Kierunki studiów
- Administracja
- Gospodarka przestrzenna
- Gospodarka i administracja publiczna
- Socjologia[6]
- Studia miejskie[7]

## Władze
Dziekan: dr hab. Stanisław Mazur

Prodziekan ds. nauki i współpracy: dr hab. Przemysław Kisiel

Prodziekan ds. dydaktycznych i studenckich: dr hab. Krzysztof Broński